# Vladyslav Vashchuk
Vladyslav Viktorovych Vashchuk - em ucraniano, Владислав Вікторович Ващук (Kiev, 2 de janeiro, 1975) - é um futebolista da Ucrânia.
Nos tempos de URSS, seu nome era russificado para Vladislav Viktorovich Vashchuk (Владислав Викторович Ващук).